# 루이지 타파렐리
루이지 타파렐리(Luigi Taparelli, 1793년 11월 24일- 1862년 9월 21일)는 이탈리아 출신의 가톨릭 학자로 예수회 출신이다. 그는 사회정의라는 용어를 만들어 내었으며, 공정한 사회 질서의 자연법 이론의 부분으로 발전시켰다.

## 생애
타파렐리는 1850년에 <Civilita Cattoloca> 라는 저널을 공동 출판하였다. 그는 산업 혁명에서 일어나는 문제들에 대하여 특별하게 관심이 있었다. 그는 토미즘의 철학이 부활하기를 원했으며, 그의 사회적 가르침은 교황 레오 13세에게 영향을 미쳤다.
1825년에 그는 토마스 아퀴나스의 철학이 부활되기를 확신했고, 르네 데카르트의 주관적 철학이 도덕과 정치에 치명적인 오류가 있음을 생각해 내었다.

## 사회정의
그는 사회정의와 보충성의 원리를 그의 주요 사상에 포함시켰다. 그는 사회가 단일한 개인들의 그룹의 모임이 아니라, 여러 가지 계층의 부차적인 사회들의 모임이여 개인들은 이 사회의 회원으로 인식하였다. 각 사회 계층은 인식되어야 하고, 지원 받아야 할 의무와 책임을 가진다. 모든 사회 계층은 이성적으로 협력해야 하며, 경쟁과 충돌로 나아가서는 안된다고 주장하였다.